# بوتانول حيوي

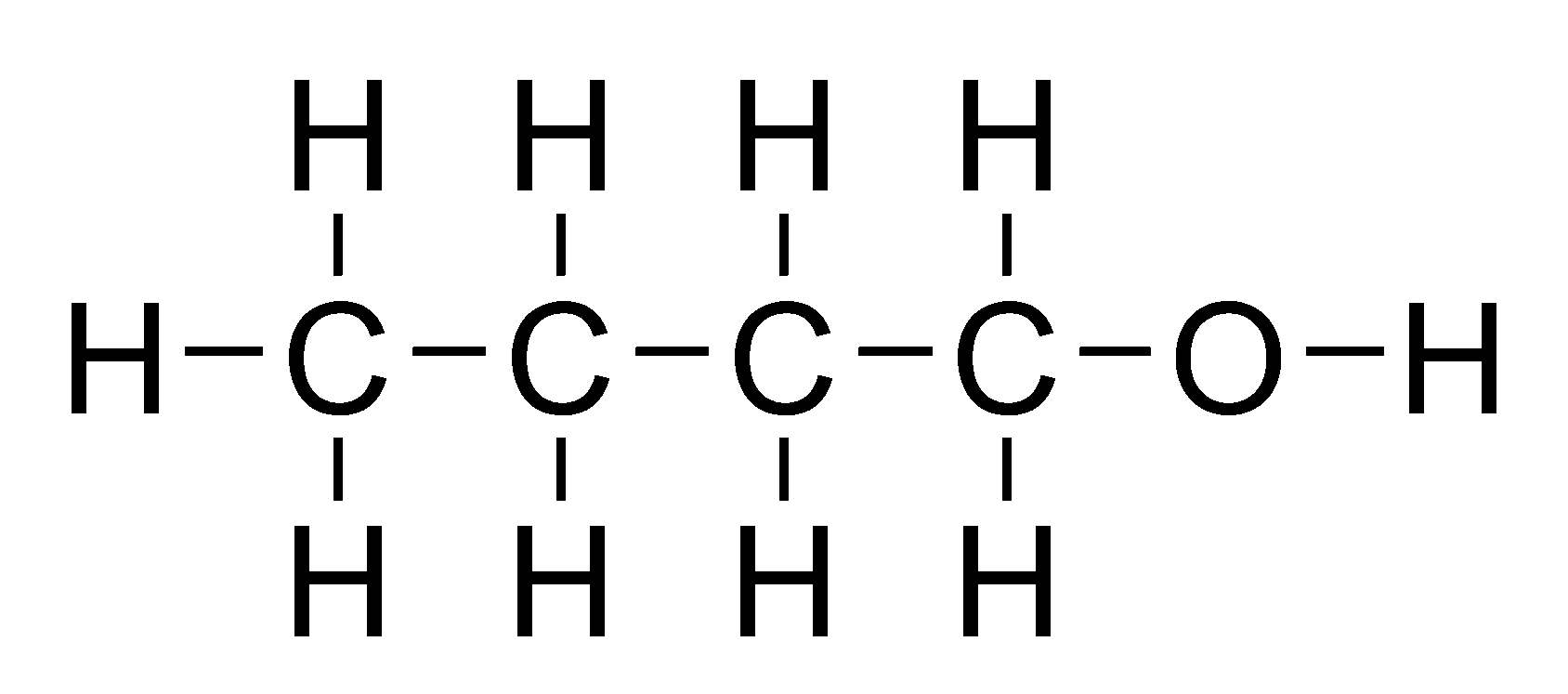

البوتانول الحيوي هو بوتانول يصنع من مواد زراعية (بالإنجليزية: Biomass)‏ ويمكن استخدامه في المحركات دون حاجة لتحويرها وذلك لطول السلسلة الهيدروكربونية لديه وهو غير قطبي إلى حد ما، وهو أقرب إلى أن يكون بنزين أكثر من أن يكون إيثانول،وأثبت بجدارة بأنه قادر على العمل في المركبات المصممة للعمل بالبنزين بدون أي تعديل. يعد أحد أشكال الطاقة النظيفة ويتم الحصول عليه من محصول طاقة أو من الوقود الأحفوري وتتماثل الخصائص الكيميائية سواء استخرج من الوقود الأحفوري أو من المواد الزراعية.